# Jalapão (staatspark)

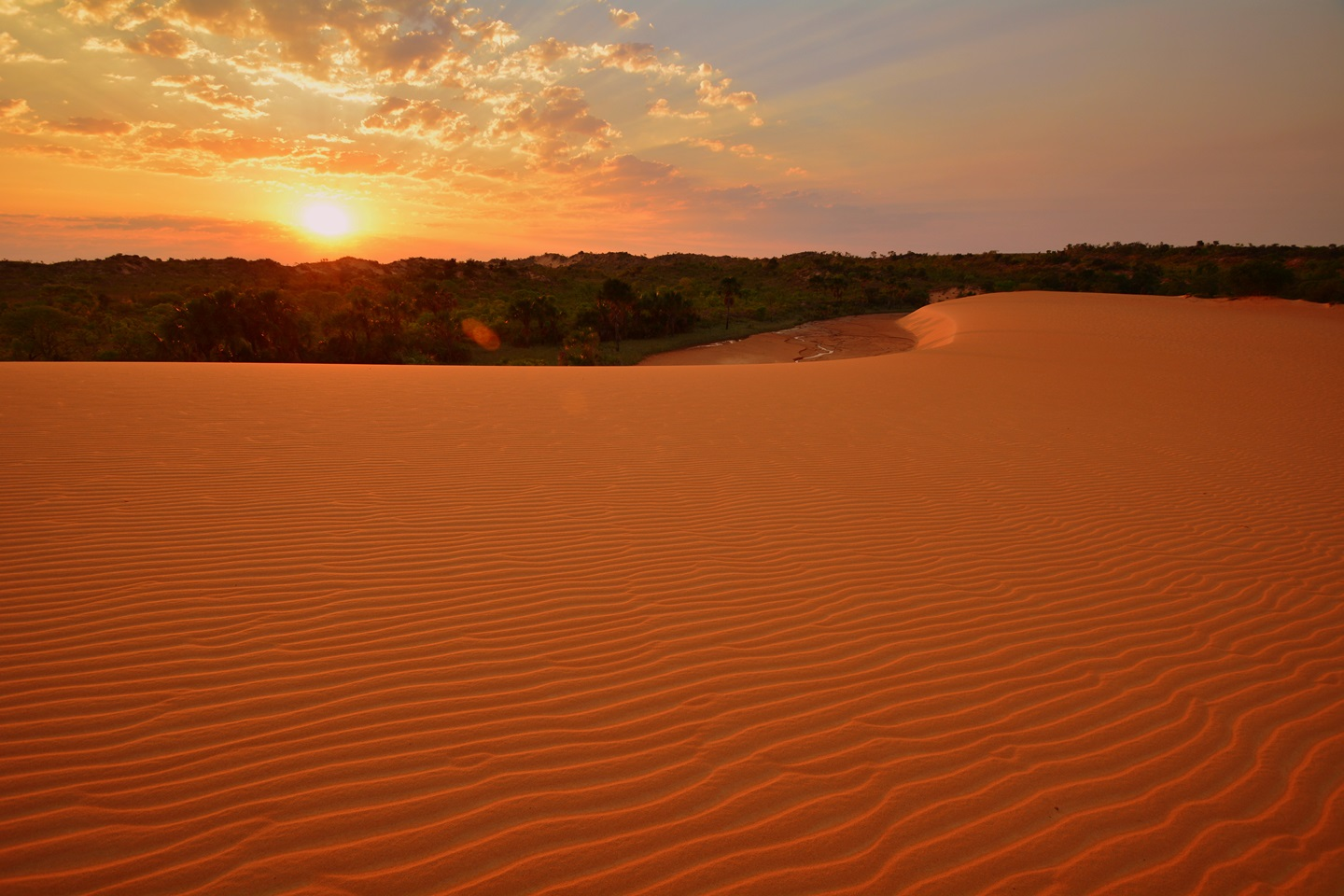
Jalapão

Jalapão is een staatspark in het oosten van de Braziliaanse deelstaat Tocantins, zo'n 250 kilometer verwijderd van de hoofdstad Palmas. Het natuurgebied, opgericht in 2001, beslaat een oppervlakte van zo'n 158.970,95 hectare, waarmee Jalapão het grootste staatspark van Tocantins is. Het beschermt een savannelandschap. Het is een van de belangrijkste toeristische bestemmingen in de staat.
Het 18e seizoen (2009) van de Amerikaanse realityserie Survivor werd hier opgenomen.